# Perperek Knoll
Der Perperek Knoll (englisch; bulgarisch Перперекска могила Perperekska mogila) ist ein 360 m hoher Berg auf der Livingston-Insel im Archipel der Südlichen Shetlandinseln. In den Vidin Heights ragt er 5,7 km nördlich des Sliven Peak, 4,4 km nordöstlich des Leslie Hill und 2,3 km südöstlich des Miziya Peak auf.
Bulgarische Wissenschaftler kartierten ihn bei Vermessungen der Tangra Mountains zwischen 2004 und 2005. Die bulgarische Kommission für Antarktische Geographische Namen benannte ihn 2005 nach der antiken Stadt Perperikon im Süden Bulgariens.